# Stockport County Football Club
O Stockport County Football Club é um clube de futebol da Inglaterra situado em Stockport (Grande Manchester). Atualmente o clube disputa a Football League Two, quarta divisão da Inglaterra

## Títulos
- Campeonato Inglês da Terceira Divisão: 2

1921-22, 1936-37
- Campeonato Inglês da Quarta Divisão: 2

1966-67, 2023-24